# 11 Cephei
11 Cephei, som är stjärnans Flamsteed-beteckning, är en ensam stjärna i den södra delen av stjärnbilden Cepheus, Den har en  skenbar magnitud på ca 4,55 och är synlig för blotta ögat där ljusföroreningar ej förekommer. Baserat på parallaxmätning inom Hipparcosuppdraget på ca 17,9 mas, beräknas den befinna sig på ett avstånd på ca 182 ljusår (ca 56 parsek) från solen. Den rör sig närmare solen med en heliocentrisk radialhastighet på ca -38 km/s. Stjärnan har en relativt snabb egenrörelse och förflyttar sig över himlavalvet i en takt av 0,133 bågsekunder per år.

## Egenskaper
11 Cephei är en gul till orange jättestjärna av spektralklass K0.5 III, som  har förbrukat vätet i dess kärna och ingår i röda klumpen, vilket betyder att den befinner sig på den horisontella grenen och genererar energi genom fusion av helium i kärnan. Den har en massa som är ca 2,4 gånger solens massa, en radie som är ca 11 gånger större än solens och utsänder ca 95 gånger mera energi än solen från dess fotosfär vid en effektiv temperatur på ca 5 400 K.